# Spiritualen

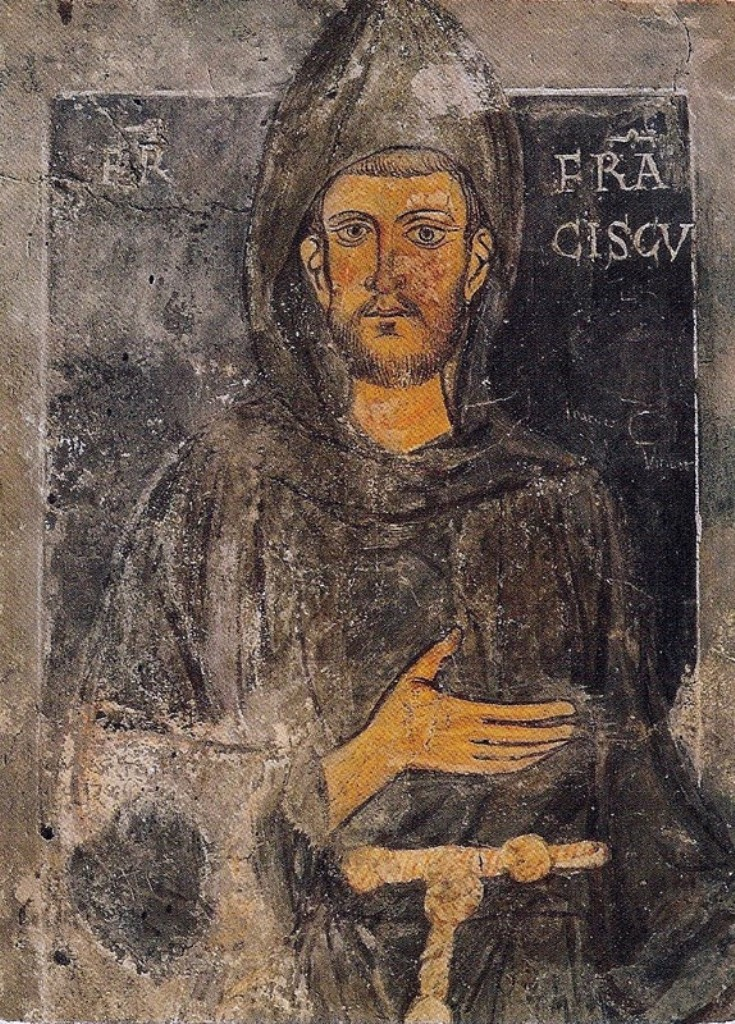
Franciscus van Assisi

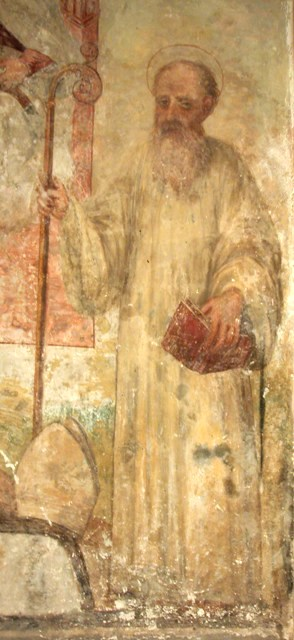
Joachim van Fiore

De spiritualen waren vertegenwoordigers van een radicale stroming binnen de orde van de franciscanen (van ca. 1274 tot ca. 1318). Ze vormden geen afgebakend geheel, maar bestonden uit verschillende groeperingen.

## Ideeën
Drie kenmerken waren typisch voor de spiritualen:
- Letterlijk volgen van de Regel en het Testament van Franciscus van Assisi.
- Zeer strikt volgen van de armoederegel en het niet aanvaarden van pauselijke interpretaties die er afbreuk aan deden.
- Joachimisme: het eropna houden van apocalyptische overtuigingen in de lijn van Joachim van Fiore. Het tijdperk van de Geest zou ingaan na confrontatie met de Antichrist. Deze overtuiging kwam pas later op de voorgrond en gaf de sterkste wapens aan hun vervolgers.

## Naam
De term "spiritualen" (ook spirituelen genoemd) komt van het Latijn viri spirituales. Deze term kwam eigenlijk pas in voege vanaf 1310-1312. Voordien werd hij sporadisch ook reeds gebruikt, maar niet systematisch en niet voor een duidelijk afgebakende groep. Voordien werd soms ook de term zelanti (ijveraars) gebruikt, maar het is niet duidelijk vanaf wanneer.

## Ontstaan, vervolging en verdwijnen

### Voorlopers
Het ontstaan van de franciscanen kaderde in een ruimere armoedebeweging. Franciscus en zijn eerste volgelingen waren daarin zeer radicaal. Nog tijdens het leven van Franciscus ontstonden spanningen tussen meer hervormingsgezinde volgelingen zoals Elias van Cortona en radicalere volgelingen, waaronder broeder Leo. Kort voor zijn dood in 1226 liet Franciscus zijn Testament neerschrijven. Hoewel hij toen geen generale minister meer was en niet het juridisch leiderschap had over de orde, behield hij wel zijn charismatische zeggenschap. Hij gaf aan dat het niet als een nieuwe regel te beschouwen was, maar stond er wel op dat niemand er inhoudelijk aan zou wijzigen. Het Testament stelde de orde voor problemen omdat het moeilijk te verzoenen was met ontwikkelingen die binnen de orde plaatsvonden. Zo mochten er geen verklaringen (glossen) van de regel opgesteld worden en mocht geen pauselijke tussenkomst gevraagd worden bij problemen.
Onmiddellijk na de dood van Franciscus intensifieerde de strijd tussen de striktere franciscanen of ijveraars en de meer gematigde relaxati of hervormingsgezinden. Deze laatsten wilden vernieuwingen en privileges invoeren, meer afgestemd op de andere orden. Toch kwam het hierbij niet tot een breuk en was niet echt sprake van afgebakende bewegingen.
In het generaal kapittel van 1230 stelde men problemen vast met de interpretatie van de regel en het Testament. Na een vraag hierover van de oversten van de orde, verklaarde paus Gregorius IX in de bul Quo elongati uit 1230 dat het Testament niet bindend was, omdat Franciscus de ministers niet had geconsulteerd en hij niet de bevoegdheid had om de toekomstige ordeverantwoordelijken te binden. Door het niet-bindend verklaren van het Testament werden problemen vermeden. De orde was immers zeer snel gegroeid (schattingen hebben het over 30.000 franciscanen tegen de helft van de 13e eeuw), waardoor nieuwe rollen en aangepaste regels welkom waren. Zo groeiden de steden snel en was er nood aan pastorale zorg, die ook door franciscanen kon geboden worden, maar oorspronkelijk was het hun niet toegestaan in steden te wonen. Niet op alle plaatsen werden ze ook met open armen ontvangen. Pauselijke steun zorgde dan dat ze toch aan de slag konden in steden of aan universiteiten, wat eigenlijk weer in strijd was met de oude regel en het Testament. De paus kon hen dan op zijn beurt gebruiken als inquisiteurs, bisschoppen en kardinalen. Ook de steden deden beroep op franciscanen voor uiteenlopende taken. Deze ontwikkelingen beïnvloedden de orde sterk en leidden tot clericalisatie. Aanvankelijk waren ongeletterde lekenbroeders zeer welkom in de orde, maar als snel werd hun aantal stelselmatig beperkt. De nieuwe taken gaven de franciscanen macht, waardoor ze ook leden aantrokken die daarop uit waren. De verhouding van de franciscanen met de maatschappij was veranderd door de nieuwe ontwikkelingen binnen de orde. De wens van Franciscus was te gehoorzamen en "mindere broeders" te zijn. Dit kwam sterk onder druk te staan: machtsposities gaven al snel aanleiding tot corruptie. Doch ook zonder corruptie vroegen de nieuwe taken aangepaste regels: bisschoppen en kardinalen moesten reizen, soms naar Rome, wat veel geld kostte, en leraars hadden bibliotheken nodig, wat in botsing kwam met de regel van armoede. In plaats van de mindere te zijn, werden ze door de paus aangesteld als meerderen. Quo elongati zorgde ook rechtstreeks voor spanningen: de broeders die Franciscus nog gekend hadden en op de hoogte waren van zijn interpretaties waren tegenstander van een verdere institutionalisering van de orde en van de afwijkende interpretaties. Toch was er in die tijd nog geen spoor te merken van duidelijk tegengestelde groepen; de naam zelanti werd toen nog niet gebruikt.
In de jaren 1240 was wel sprake van wrijvingen. Crescentius van Jesi zou als provinciale overste opgetreden zijn tegen zelanti en mogelijk later ook als generale minister, doch hierover bestaat geen zekerheid. De bul Ordinem vestrum, die verdere versoepelingen toeliet, zou in 1245 door paus Innocentius IV geschreven zijn op zijn vraag. In de jaren 1250 onder Johannes van Parma lijken de spanningen weer grotendeels verdwenen te zijn.

### Opkomen van de spiritualen
Vanaf de jaren 1270 verhardde de strijd en werd een groep dissidenten herkenbaar. De franciscanen kregen reeds verschillende matigende privileges toegestaan, wat verzet opriep bij volgelingen die de armoede strikter wilden toepassen. Deze, de spiritualen, meenden dat zij alleen de geest van Franciscus' regel en de geest van God bezaten. Sommige spiritualen waren meer opstandig, andere meer gezagsgetrouw. Er werden heftige discussies gevoerd rond de armoedebeleving. Voor de spiritualen mochten de broeders geen bezit hebben, zelfs niet van goederen voor de dagelijkse behoeften. Ze hadden alleen het gebruiksrecht over goederen. Men moest zich daarbij beperken tot het strikt noodzakelijke: de usus pauper. De bul Quo elongati van paus Gregorius IX werd beschouwd als verraad aan Franciscus. Sterke groepen spiritualen kwamen op in Zuid-Frankrijk (Provence) en Midden- en Noord-Italië. De groepen ontmoetten elkaar ook regelmatig rond die tijd. Het bleef evenwel een minderheid die stond tegenover een meerderheid van conventuelen (naar convent, klooster – zij woonden meestal in kloosters), die matiging voorstonden. Bonaventura, de generale overste van de orde, trachtte een bemiddelende rol te spelen tussen de verschillende fracties in de orde, maar na zijn dood in 1274 liep het uit de hand en werden verschillende groepen openlijk opstandig.

#### Spiritualen van de Marken van Ancona
De eerste duidelijke groep spiritualen was de groep rond Angelus Clarenus in de Marken van Ancona in Midden-Italië.

#### Spiritualen van de Provence
Niet veel na de Italiaanse groep werd in Zuid-Frankrijk, in de Provence een groep actief rond Petrus Johannes Olivi.

#### Spiritualen van Toscane
Tot slot werd rond 1309 in Toscane een groep spiritualen actief rond Ubertino van Casale.

### Vervolging
Verschillende spiritualen werden geëxcommuniceerd en verschillende pauselijke bullen werden tegen hen uitgevaardigd. Angelus Clarenus werd reeds in 1280 opgesloten op beschuldiging van ketterij. In 1282 werd Petrus Olivi beschuldigd van ketterij. In 1283 werden zijn geschriften geconfisqueerd. In 1297 werd hij geëxcommuniceerd door paus Bonifatius VIII. Vele anderen ondergingen hetzelfde lot.
Begin 14de eeuw werden enkele grote discussies georganiseerd tussen spiritualen en gematigden, zoals in 1310-1312 aan het pauselijk hof te Avignon. In 1312 veroordeelden twee pauselijke decreten de dwalingen van Petrus Olivi: Fidei Catholicae Fundamento en Exivi de Paradiso. Vanaf dan begonnen de zwaarste vervolgingen. Maar ook de spiritualen verhardden hun verzet. In 1315 namen de spiritualen met geweld de leiding over de conventen van Béziers en Narbonne nadat ze door gematigden waren verdreven. Ze werden onmiddellijk geëxcommuniceerd door William van Astre, custos van Narbonne.

### Verdwijnen
1317 wordt vaak beschouwd als het einde van de spiritualen. Dat jaar publiceerde paus Johannes XXII zijn bul Quorundam exigit, waarin hij onderwerping eiste. 25 spiritualen weigerden deze onderwerping en werden naar de inquisitie geleid. 21 van hen bekeerden zich, de 4 anderen werden overgeleverd aan de wereldlijke macht en stierven op 7 mei 1318 als ketters op de brandstapel te Marseille. Dit was nog niet het volledige einde van de spiritualen. Een groep van Toscane vluchtte naar Sicilië en werd in 1318 geëxcommuniceerd. Ubertino van Casale werd in 1322 geëxcommuniceerd. Dat jaar publiceerde paus Johannes XXII zijn bul Ad conditorem canonum waarin hij stelde dat franciscanen zaken die ze gebruiken ook mogen bezitten. De armoedestrijd was nog niet beëindigd. De spiritualen waren verdwenen, tenminste onder die naam, maar een aantal ging verder met hun overtuiging, onder meer als fraticelli. De generale overste van de orde, Michael van Cesena, was hiervan de grote voortrekker.

## Belangrijke spiritualen
- Angelus Clarenus
- Petrus Johannes Olivi
- Ubertino de Casale
- Jacopone da Todi
- Koenraad van Offida

## Tijdschrift
In 2003 werd Oliviana voor het eerst gepubliceerd. Oliviana is een Frans elektronisch tijdschrift dat zich volledig richt op de studie van de franciscaanse spiritualen en verwante stromingen in de 13e en 14e eeuw. Het tijdschrift verschijnt slechts om de drie jaar. De titel verwijst naar Petrus Johannes Olivi.